# Eutrichapion viciae
Pędruś wykowiec (Eutrichapion viciae) – gatunek chrząszcza z rodziny pędrusiowatych i podrodziny Apioninae. Zamieszkuje Europę, Afrykę Północną, palearktyczną Azję i północny zachód Ameryki Północnej. Żeruje na bobowatych, w stadium larwalnym tylko na groszkach i wykach.

## Taksonomia
Gatunek ten opisany został po raz pierwszy w 1800 roku przez Gustafa von Paykulla pod nazwą Attelabus viciae. Jako lokalizację typową wskazano prowincję Västergötland w Szwecji. W 1916 roku wyznaczony został przez Edmunda Reittera gatunkiem typowym nowego podrodzaju Eutrichapion w obrębie rodzaju Apion. W 1990 roku Miguel Á. Alonso-Zarazaga wyniósł ten podrodzaj do rangi osobnego rodzaju.

## Morfologia

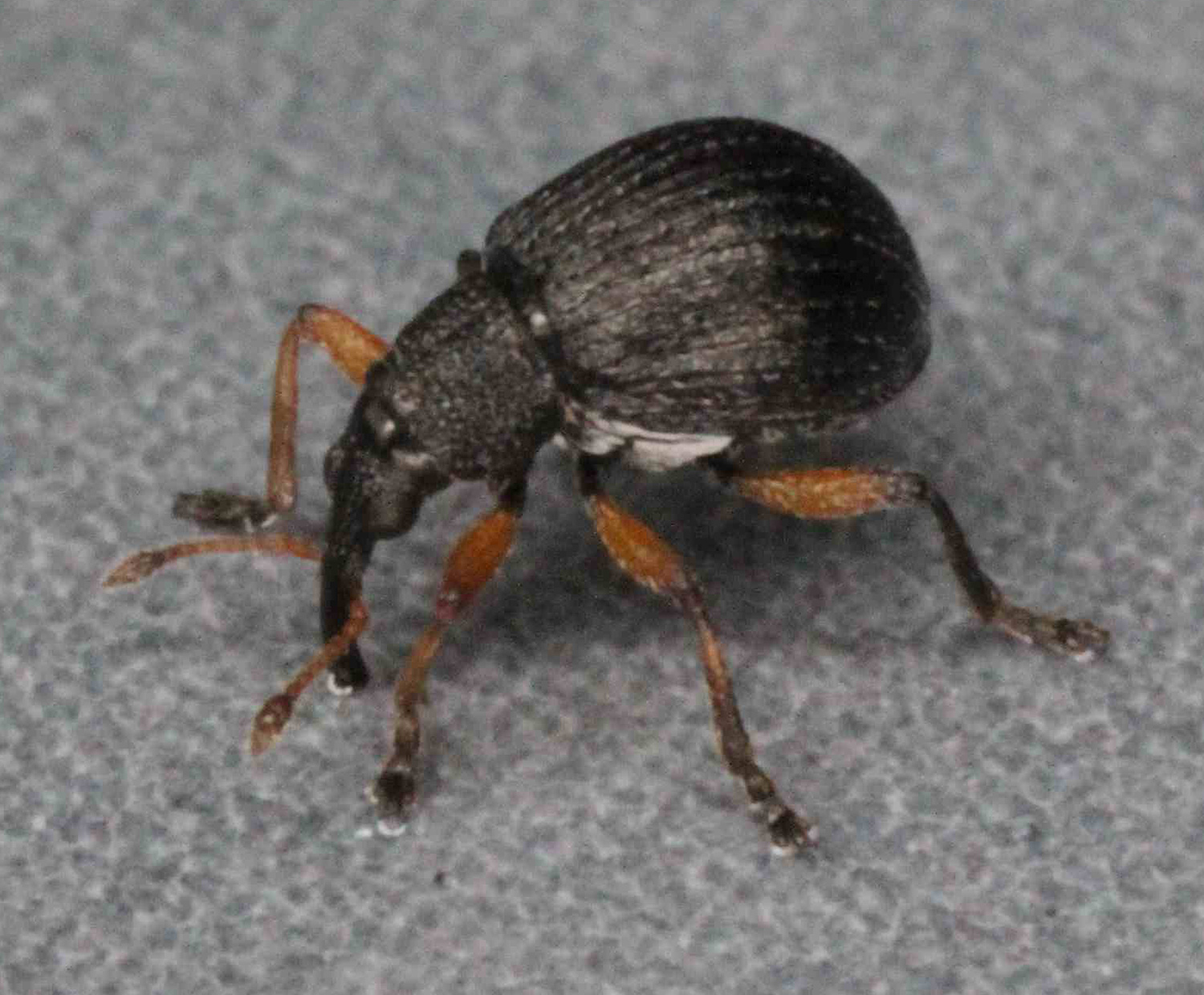
Imago, widok z boku

Chrząszcz o ciele długości od 1,6 do 2,4 mm. Oskórek wierzchu i spodu ciała jest gęsto i wyraźnie porośnięty białawymi włoskami (włosowatymi łuskami), przy czym u samca owłosienie spodu ciała jest gęstsze i dłuższe niż u samicy, a promieniście się rozchodzące się włoski pod jego oczami (rzęsy) zakrywają cały spód głowy. W ubarwieniu ciała dominuje czerń, na jego wierzchu często z lekkim połyskiem stalowym.
Głowa ma wypukłe oczy, u samca większe niż u płci przeciwnej. Ryjek samca jest trochę dłuższy niż przedplecze, niemal wyprostowany, od nasady czułków po wierzchołek lekko się ku przodowi zwężający, do samego szczytu owłosiony i stosunkowo mocno połyskujący. U samicy jest on tak długi jak głowa i przedplecze razem wzięte, w części nasadowej gruby i owłosiony, w dwukrotnie dłuższej części wierzchołkowej wyraźnie cieńszy, walcowaty, łysy i silnie połyskujący. Czułki samca są w całości żółtoczerwone, ewentualnie u wierzchołka przyciemnione. U samicy żółtoczerwone są trzonek i nasadowy odcinek biczyka, natomiast odsiebna część czułka zazwyczaj ma brunatnoczarne ubarwienie.
Przedplecze jest czarne, nieduże, w zarysie wyraźnie się ku przodowi zwężające i stosunkowo wyraźnie za brzegiem przednim i przed brzegiem tylnym przewężone. Punktowanie jego powierzchni jest gęste i drobne. Pokrywy są matowo czarne lub lekko połyskujące stalowo, krótko-owalne, wyraźnie ku tyłowi rozszerzone, o długości mniejszej niż półtorakrotność szerokości i wyraźnie rozwiniętych barkach. Zapiersie u samca ma umieszczony tuż za połową długości, tępy guzek. Odnóża przedniej pary mają uda w całości lub oprócz wierzchołka, golenie w całości, a niekiedy także częściowo stopy o barwie żółtoczerwonej lub żółtobrązowej do brunatnoczerwonej. Odnóża pary środkowej i tylnej mają taką barwę na odsiebnych częściach ud, a czasem też goleniach, aczkolwiek na tych ostatnich zaciemnienie jest mocne i rozległe, tak że często całe one są czarne, zwłaszcza w przypadku tylnej ich pary. Wszystkie pazurki dysponują ząbkiem u nasady.

## Biologia i ekologia
Owad rozmieszczony od nizin po góry. Zasiedla łąki, nieużytki, stanowiska ruderalne, przydroża, polany, pola i ogrody. Zarówno larwy, jak i postacie dorosłe są oligofagicznymi fitofagami bobowatych. Jako rośliny pokarmowe larw wskazywane są: groszek łąkowy, wyka długożagielkowa, wyka drobnokwiatowa, wyka grochowata, wyka jednokwiatowa, wyka kaszubska, wyka kosmata, wyka leśna, wyka ptasia i Vicia hybrida. Postacie dorosłe mogą mieć szersze spektrum pokarmowe, jako że obserwowano je również na lucernie nerkowatej, koniczynie łąkowej i nostrzykach.
Aktywne postacie dorosłe obserwuje się od marca lub kwietnia do października lub listopada. Odżywiają się liśćmi i pyłkiem kwiatowym. Larwy są endofagiczne i przechodzą rozwój wewnątrz kwiatów, wyjadając słupki i pręciki. Korona kwiatu nie jest uszkadzana, w związku z czym ich żerowanie jest trudno zauważalne. Wyrośnięte larwy tworzą wewnątrz kwiatu kokon, w którym następuje przepoczwarczenie.

## Rozprzestrzenienie
Gatunek holarktyczny, szeroko rozprzestrzeniony.
W Europie znany jest z Hiszpanii, Irlandii, Wielkiej Brytanii, Francji, Belgii, Luksemburga, Holandii, Niemiec, Szwajcarii, Austrii, Włoch, Danii, Szwecji, Norwegii, Finlandii, Estonii,  Łotwy, Litwy, Polski, Czech, Słowacji, Węgier, Ukrainy, Rumunii, Bułgarii, Chorwacji, Serbii, Grecji i europejskiej części Rosji. Na całym starym kontynencie jest pospolity i dociera do jego północnych krańców.
W Afryce Północnej notowany jest z Algierii. W Azji podawany jest z syberyjskiej i dalekowschodniej części Rosji, Gruzji, Armenii, Azerbejdżanu, Cypru, anatolijskiej części Turcji, Syrii, Kazachstanu i Mongolii, Korei Północnej, Korei Południowej i Japonii.
Na terenie nearktycznej Ameryki Północnej wykazany został z Alaski, Jukonu, Terytoriów Północno-Zachodnich i Alberty.